# Lamprocryptidea sancta
Lamprocryptidea sancta là một loài tò vò trong họ Ichneumonidae.